# Варела, Хуан Карлос
Хуан Карлос Варела Родригес (исп. Juan Carlos Varela Rodríguez; род. 12 декабря 1963 года, Панама, Панама) — панамский политический и государственный деятель, президент Панамы с 1 июля 2014 года по 1 июля 2019 года.
Министр иностранных дел с 1 июля 2009 по 30 августа 2011 года, вице-президент Панамы с 1 июля 2009 по 30 июня 2014 года.

## Биография

### Молодые годы
Хуан Карлос Варела Родригес родился 12 декабря 1963 года в Панаме, столице Панамы. Отец — Луис Хосе Варела Архона — владелец нескольких семейных заводов по производству алкогольных напитков, мать — Бексье Эстер Родригес Педресчи — родом из богатой религиозной семьи. Они активно поддерживали Арнульфо Ариаса Мадрида, трижды занимавшего пост президента Панамы и трижды свергнутого в результате военных переворотов. Его семья долго жила в провинции Эррера, а дед был простым фермером из Галисии (Испания).. В 1977 году 14 лет Хуан Карлос Варела принимал участие в движениях организации «Panameñista» («Панамениста») в провинции Чирики.
В 1980 году Хуан Карлос окончил частный иезуитский колледж имени Св. Франциска Хавьера и поступил в Технологический институт Джорджии, где в 1985 году получил степень бакалавра наук, специализирующегося на промышленном строительстве.
В 1984 году Хуан Карлос Варела стал участником политической кампании Арнульфо Ариас Мадрида. В 1985 году Варела стал членом совета семейной компании «Varela Hermanos, S.A.» («Братья Варела»), и до 2008 года был исполнительным вице-президентом компании. В 1989 году Варела вошёл в команду президента Гильермо Эндары.
В 1990 году стал одним из основателей правоцентристской Арнульфистской партии, наследницы Панамистской партии Арнульфо Ариаса Мадрида. В 1994 году Варела стал одним из координаторов президентской кампании Мирейи Москосо. В январе 1999 года из-за внутрипартийного конфликта Варела был исключен из руководства, однако формально остался в рядах партии, несмотря на то что распространил письмо с отказом от членства. В 1999 году Варела был координатором кампании Альберто Валларино. В 2003 году руководство Арнульфистской партии взяло курс на преодоление внутреннего кризиса, приведшего к партийному расколу. В 2005 году партия была реформирована и переименована в Панамистскую, в следующем, 2006 году, Варела стал её председателем.

### Пост вице-президента

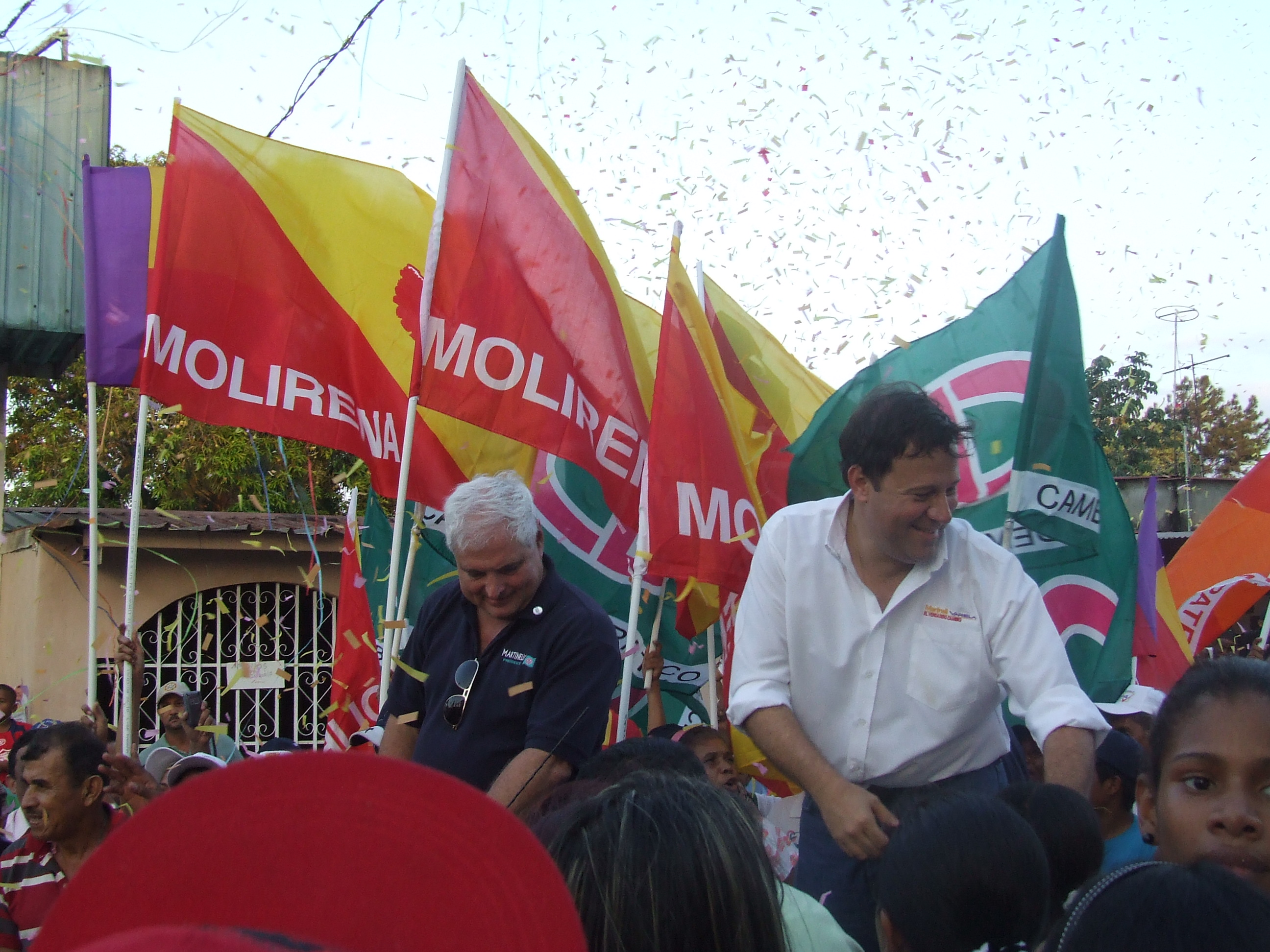
Рикардо Мартинелли и Хуан Карлос Варела на митинге, 2009 год

В июле 2008 года Варела стал кандидатом от этой же партии на пост президента Панамы во время выборов 2009 года. Однако в январе 2009 года он снял свою кандидатуру в связи с достижением соглашения со своим соперником Рикардо Мартинелли, претендующим на пост президента, а Варела —на должность вице-президента. На состоявшихся 3 мая выборах Мартинелли победил, набрав 60 % голосов. 1 июля 2009 года Варела был приведен к присяге вице-президента. В том же году была принята социальная программа «100 для 70», названная законом Варелы, в соответствии с которой каждый месяц пожилым людям старше 70 лет, не получающим пенсию, начали выплачиваться 100 долларов США (с 2014 года сумма возросла до 120 долларов, а количество участвующих в программе возросло до 72 тысяч человек).
В 2011 году Хуан Карлос Варела обвинил Рикардо Мартинелли в коррупции и попытках манипулировать законодательной и судебной властями. Мартинелли снял Варелу с поста министра иностранных дел и попросил его уйти в отставку с поста вице-президента. Варела отказался, заявив, что «служит народу, а не коррупционному правительству».

### Президент Панамы

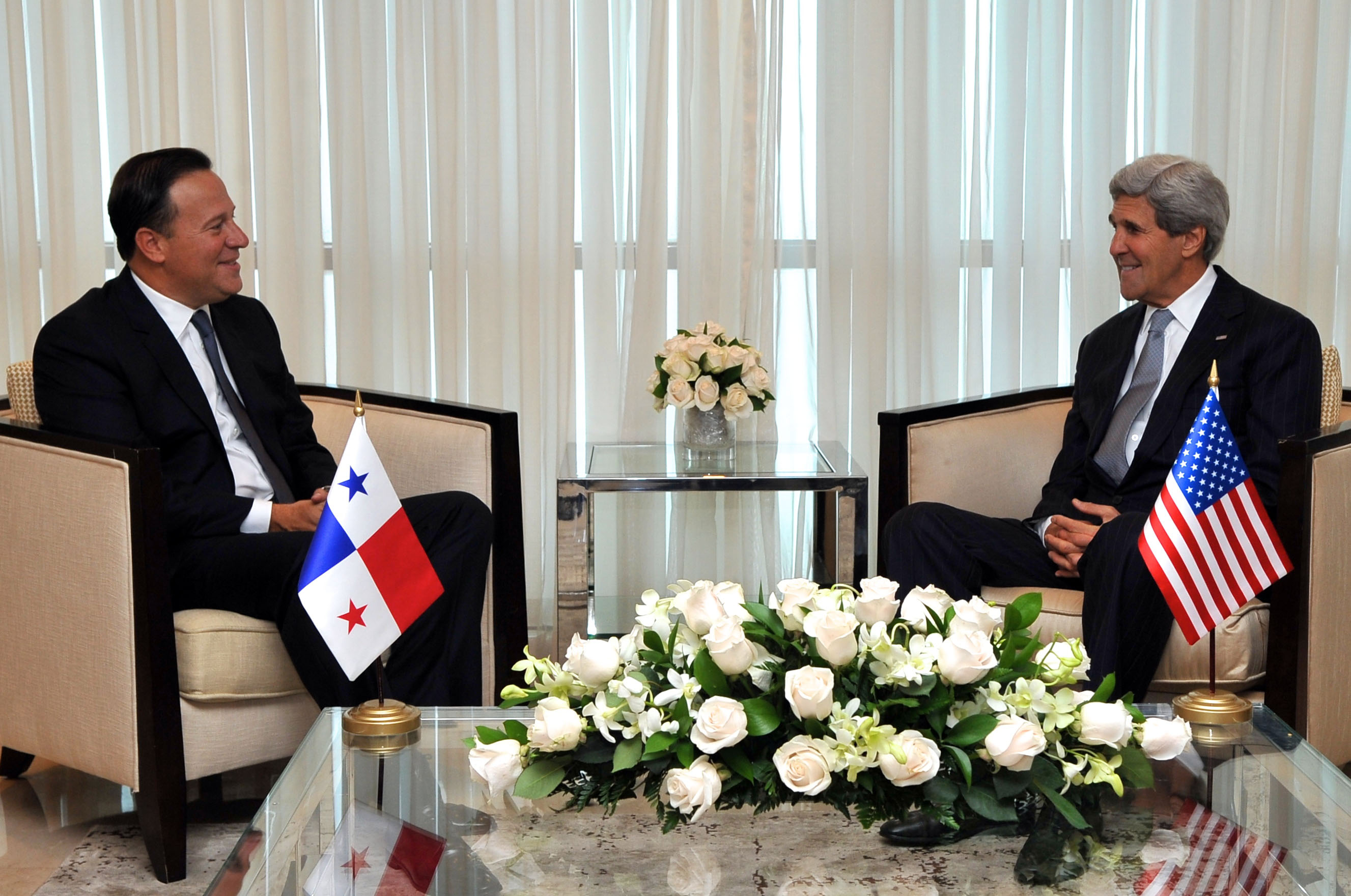
Хуан Карлос Варела и госсекретарь США Джон Керри, 1 июля 2014 года

В январе 2013 года Варела снова стал кандидатом от Панамистской партии на президентский пост, будучи одновременно оппозиционером и вице- президентом. На прошедших 4 мая 2014 года президентских и парламентских выборах, по результатам подсчёта 50 и 60 % голосов Хуан Карлос Варела получил 39,15 % голосов избирателей, в то время как его соперник — кандидат от правящей Партии за демократические перемены Хосе Доминго Ариас — 32,07 %. Председатель Избирательного трибунала Эрасмо Пинилья поздравил Варелу по телефону, сказав, что
Мы располагаем более 60% необходимой информации о результатах подсчета голосов, и считаем, что тенденция в подведении итогов выборов уже необратима.
Варела пообещал продолжить курс на экономический рост, сформировать «более честное и прозрачное правительство», снизить инфляцию и сократить бедность. Хуан Карлос Варела будет президентом Панамы до 2019 года. После выборов Варела был избран председателем альянса Панаменистской и Народной партий

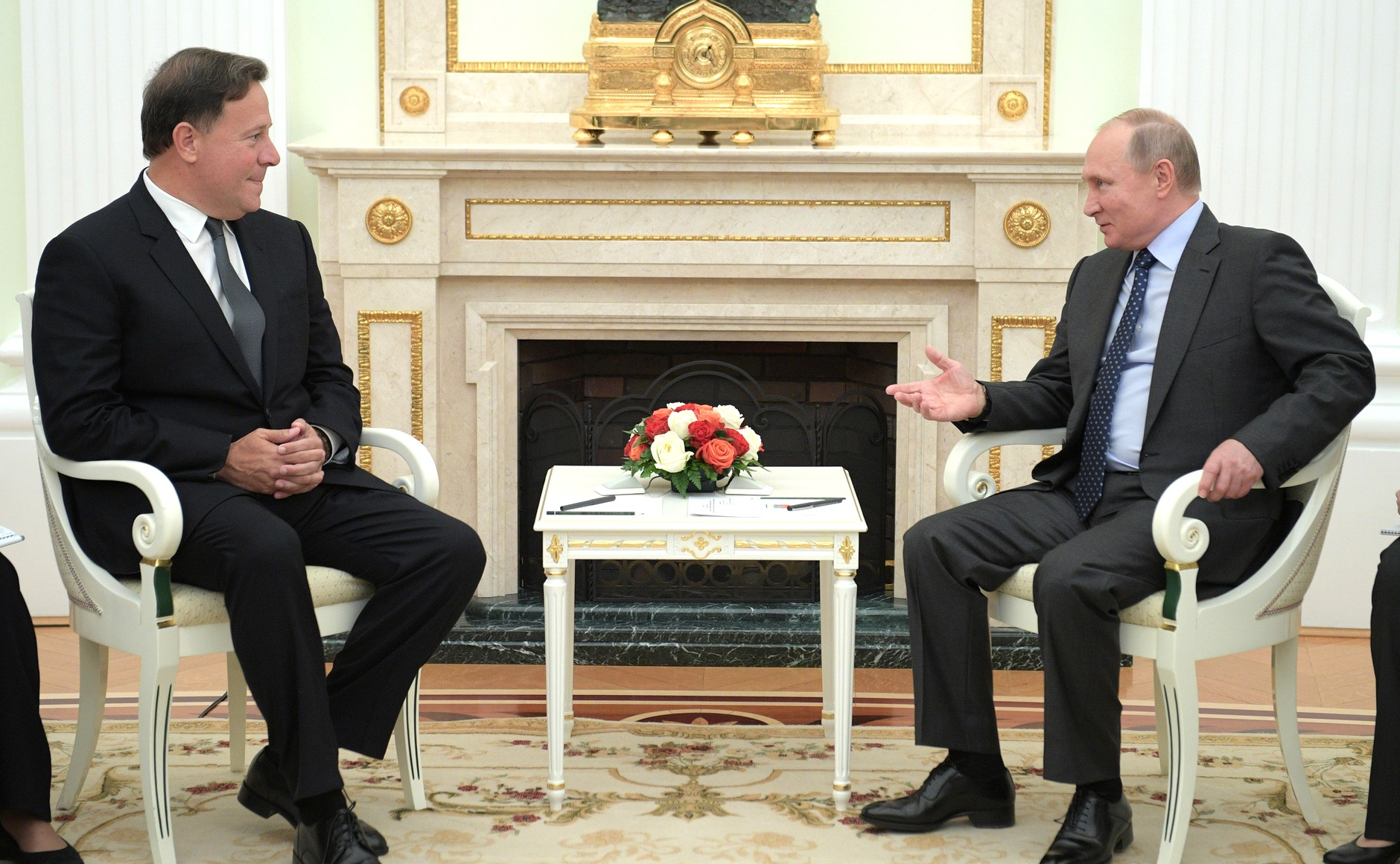
С Президентом России Владимиром Путиным, 14 июня 2018 года

1 июля на футбольном стадионе Роммеля Фернандеса в Панама-Сити состоялась церемония инаугурации, на которой Хуан Карлос Варела принял присягу в качестве президента Панамы, в присутствии около 17 тысяч гостей, среди которых были президент Гватемалы Отто Перес Молина, Гондураса — Хуан Орландо Эрнандес, Коста-Рики — Луис Гильермо Солис, Сальвадора — Сальвадор Санчес Серен, Тайваня — Ма Инцзю, государственный секретарь США Джон Керри и премьер-министр Испании Мариано Рахой. Варела пообещал бороться с коррупцией, поразившей правоохранительные органы и судебную систему, пообещал трем миллионам панамцев восстановить демократические принципы в управлении, попранные его предшественником, пообещал развивать туризм и транспортную инфраструктуру, расширить Панамский канал, а также активно привлекать в страну иностранный капитал для создания рабочих мест. Присутствовавший на церемонии вице-президент Венесуэлы Хорхе Арреаса сказал, что «сегодня мы полностью возобновили наши дипломатические и политические отношения, сейчас мы идем к здоровой перестройке коммерческих и экономических связей, мы будем работать вместе в социальном и культурном направлении, в обеспечении единства нашей Америки». После вступления в должность Варела издал указ о контроле за ценами на 22 основных продукта питания и пообещал освобождение от уголовного преследования членам более 200 преступных группировок, которые разоружатся до 1 августа.

## Личная жизнь

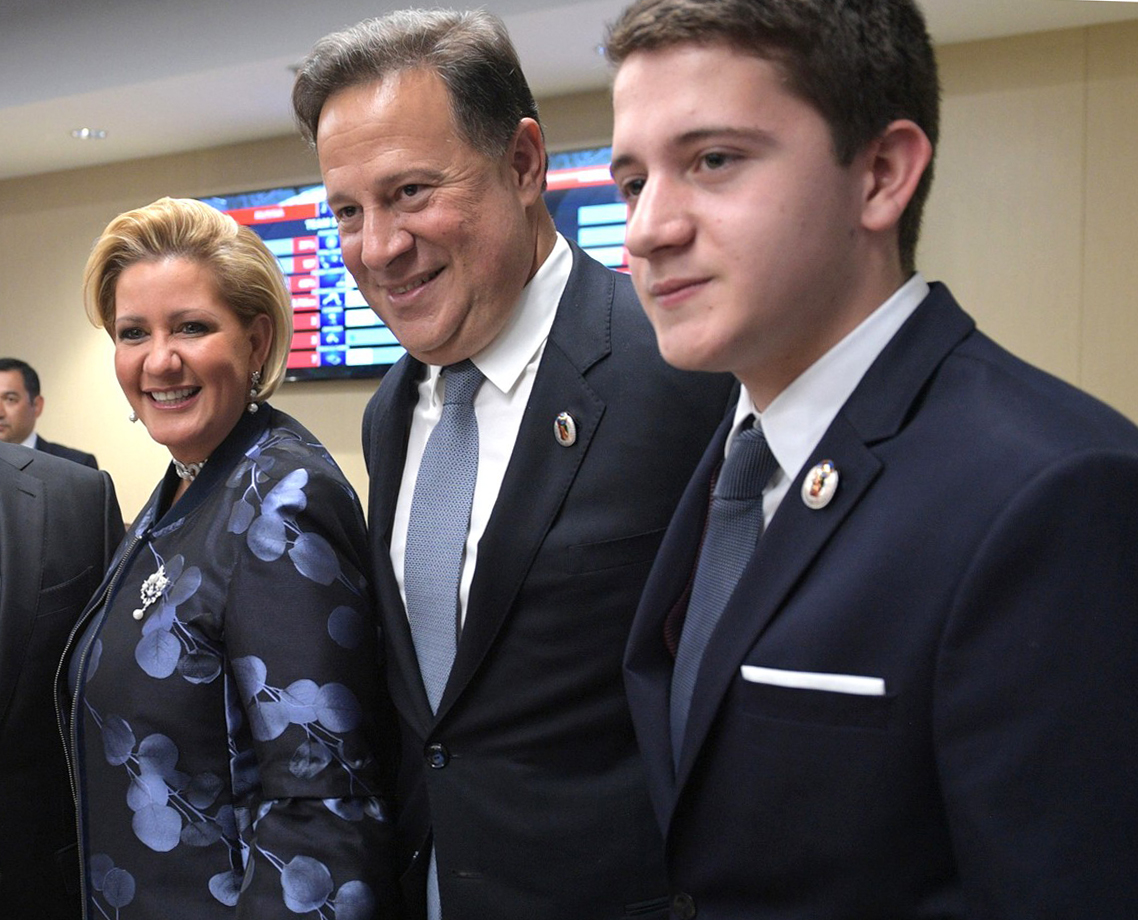
С женой и сыном, 2018 год

В 1992 году женился на журналистке Лорене Кастильо Гарсии. У них трое сыновей: Джон-Карло, Адриан и Стефан

## Награды
- Большая лента специального класса ордена Бриллиантовой звезды (Тайвань, 2010)
- Большая лента ордена Бриллиантовой звезды (Тайвань, 2009)